# Demonax dignus
Demonax dignus là một loài bọ cánh cứng trong họ Cerambycidae.